# 拉武利亞冰原島峰

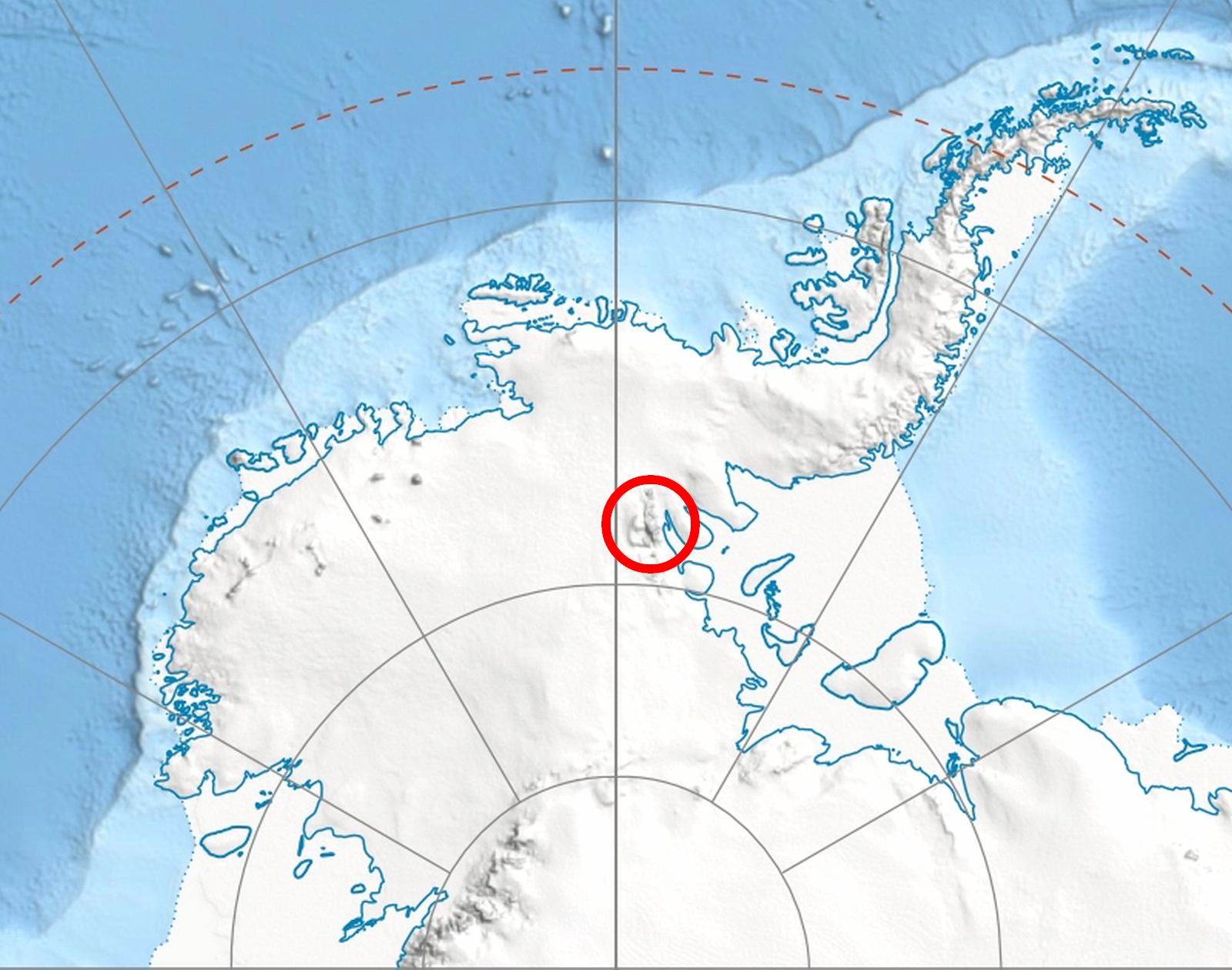

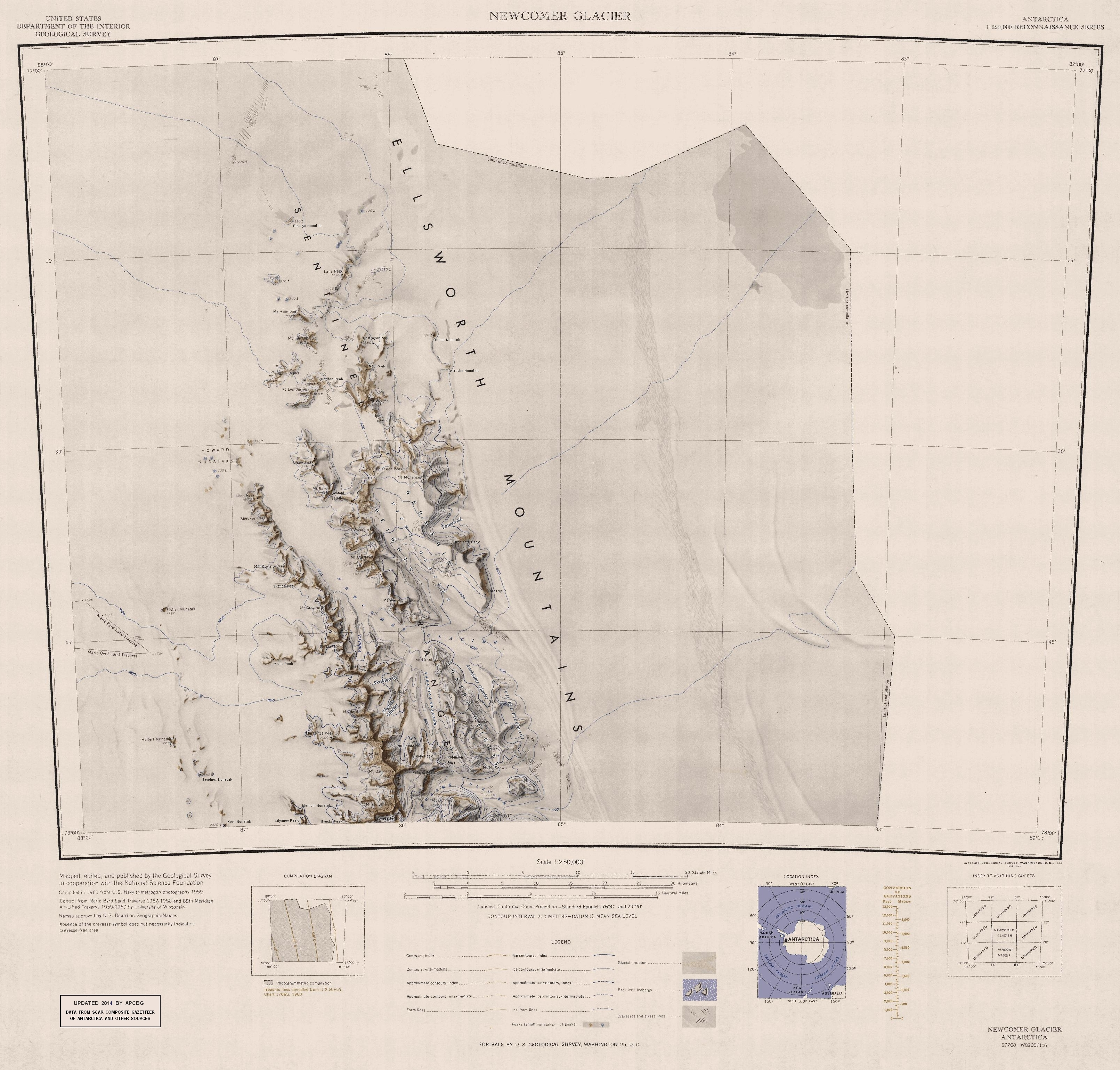

拉武利亞冰原島峰（英語：Ravulya Nunatak），是南極洲的冰原島峰，位於埃爾斯沃思地，處於霍爾姆伯山以北13.88公里和蘭茨峰西北面11公里，屬於埃爾斯沃思山脈中森蒂納爾嶺的一部分，海拔高度1,390米，現時由南極條約體系管理。